# Азикеевский сельсовет (Мечетлинский район)
Азике́евский сельсове́т — упразднённая в 2008 году административно-территориальная единица и сельское поселение (тип муниципального образования) в составе Мечетлинского района. Почтовый индекс — 452553. Код ОКАТО — 80242803000.
Согласно Закону Республики Башкортостан «О границах, статусе и административных центрах муниципальных образований в Республике Башкортостан» от 16 декабря 2004 года имел статус сельского поселения. В 2008 году Азикеевский сельсовет и Новомуслюмовский сельсовет объединёны с сельским поселением Большеустьикинский сельсовет.

## Состав сельсовета
деревня Азикеево — административный центр (приложение 38б); (в ред. Закона РБ от 16.07.2008 № 22-з)

## Население
| 1939 | 1959 | 1970 | 1979 | 1989 | 2002 | 2009 |
| ---- | ---- | ---- | ---- | ---- | ---- | ---- |
| 752  | ↗824 | ↗987 | ↘827 | ↘719 | ↗750 | ↘730 |
| 2010 |      |      |      |      |      |      |
| ↘684 |      |      |      |      |      |      |

## История
Закон Республики Башкортостан от 19.11.2008 N 49-з «Об изменениях в административно-территориальном устройстве Республики Башкортостан в связи с объединением отдельных сельсоветов и передачей населённых пунктов» гласил:

 "Внести следующие изменения в административно-территориальное устройство Республики Башкортостан:
34) по Мечетлинскому району:
а) объединить Большеустьикинский, Азикеевский и Новомуслюмовский сельсоветы с сохранением наименования «Большеустьикинский» с административным центром в селе Большеустьикинское.
Включить деревню Азикеево Азикеевского сельсовета, село Новомуслюмово Новомуслюмовского сельсовета в состав Большеустьикинского сельсовета.
Утвердить границы Большеустьикинского сельсовета согласно представленной схематической карте.
Исключить из учетных данных Азикеевский и Новомуслюмовский сельсоветы;
б) изменить границы Абдуллинского и Большеокинского сельсоветов согласно представленной схематической карте, передав деревню Ключевой Большеокинского сельсовета в состав Абдуллинского сельсовета;

## Географическое положение
На 2008 год граничил с Свердловской областью, муниципальными образованиями: Алегазовский сельсовет, Большеокинский сельсовет, Большеустьикинский сельсовет, Кургатовский сельсовет, Малоустьикинский сельсовет, Ростовский сельсовет.  («Закон Республики Башкортостан от 17.12.2004 N 126-з „О границах, статусе и административных центрах муниципальных образований в Республике Башкортостан“»).